# 谢讷德皮

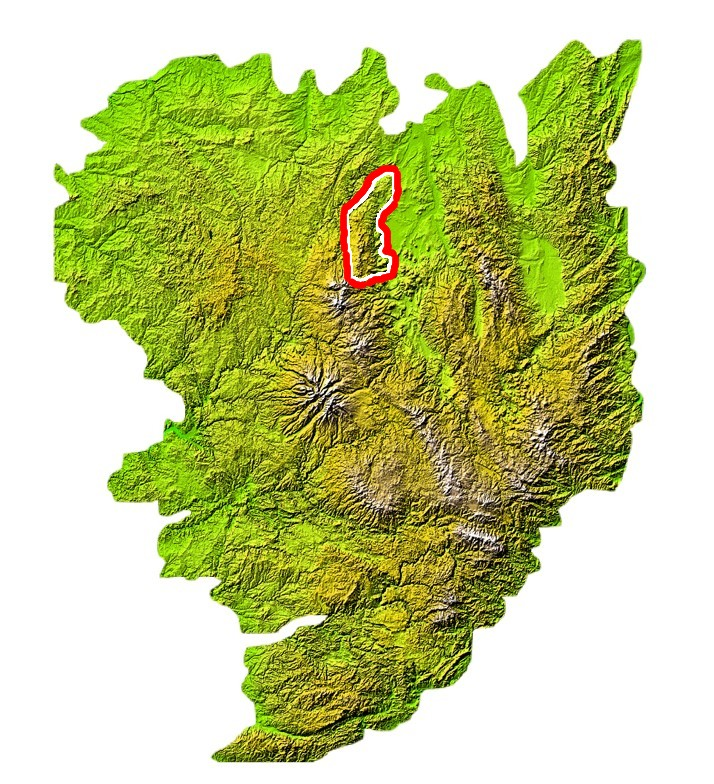
谢讷德皮在法國中央高原的位置

谢讷德皮（法語：Chaîne des Puys，法語發音：[ʃɛn de pɥi]，意为“火山丘之链”），部分文献中又误称为多姆山链，是法国中央高原的一条由众多火山渣錐、火山穹丘和低平火山口组成的南北走向的长链。该火山链长约40公里，已确定的火山地貌包括48个火山渣錐、8个火山穹丘、15个低平火山口和喷发口，其最高点是位于该火山链中部附近的火山穹丘多姆山，高1465米。谢讷德皮地区火山最后一次喷发的时间是公元前4040年。
2018年，谢讷德皮被评为世界自然遗产。